# Нова хвиля (музичний напрям)
Нова хвиля (англ. new wave) — напрямок рок-музики, а пізніше загальна назва ряду стилів рок-музики у 1980-ті роки.
Цей термін був придуманий лейблом Sire Records як термін для панк-рокової музики, що випускалась нею (переважно гурти клубу CBGB) — у тому числі піонерів панк-року, таких як Talking Heads і Television. Тоді новою хвилею почали називати усіх панків, що були натхненні цією музикою, й виходили за межі власне панк-року у стилі Ramones. На якийсь час Нова хвиля стала по суті синонімом терміна постпанк. Пізніше, ці два терміни були використані для розколу всередині тієї ж групи виконавців: новою хвилею окреслювали музику, ближчу до попу, а постпанку — до експериментальної.
З часом термін «нова хвиля» стали використовувати для більш комерційних форм, як правило, з м'яким тоном, заснованих на використанні електронних клавішних і ударних, а також технічно чистого співу (часто з багатоголосною гармонією) — в тому числі такі види, як синті-поп і нова романтика.
Нова хвиля є черговою, емоційно і візуально стриманішою, заміною популярних у 1970-х яскравих емоційно і візуально стилів диско як попмузики та глемрок і гевіметал як рок-музики.
До представників нової хвилі серед інших зараховують: Joy Division, Kim Wilde, Lostprophets, The Buggles, INXS, The Cure, Елвіс Костелло, Nick Lowe, Devo, Talking Heads, Swans, Blondie, The B-52's (засновник — Ріккі Вілсон), The Police, The Jam, XTC, The dB's, The Pretenders, The Stranglers, Man Go Fish, Cheap Trick, The Cars, Split Enz, Duran Duran, Depeche Mode, Spandau Ballet, ABC, Гері Ньюмана, Talk Talk, Ultravox, Classix Nouveaux, The Boomtown Rats, U2, Republika, Kryzys, Modern Talking, Nouvelle Vague та інших.